# بلدة أوشكوش (ويسكونسن)
أوشكوش (بالإنجليزية: Oshkosh (town), Wisconsin)‏ هي بلدة تقع بولاية ويسكونسن في الولايات المتحدة. تبلغ مساحتها 155.7 (كم²)، وترتفع عن سطح البحر 228 م، بلغ عدد سكانها 2475 نسمة في عام 2010 حسب إحصاء مكتب تعداد الولايات المتحدة وتصل الكثافة السكانية فيها 99.4 نسمة/كم2.

## وصلات خارجية
- www.tn.oshkosh.wi.gov
- The US50 - Cities and Towns in Wisconsin State
- Wisconsin Cities and Towns, Facts, Map, Flag, Colleges, Government, and More